# スティーブ・バーンバウム
スティーブ・バーンバウム（Steve Birnbaum 、1991年1月23日 - ）は、アメリカ合衆国・カリフォルニア州ニューポートビーチ出身の元プロサッカー選手。元サッカーアメリカ合衆国代表。現役時代のポジションはDF。

## 経歴

### 初期
カリフォルニア州ニューポートビーチにて、ユダヤ系の家庭に生まれた
高校卒業後はカリフォルニア大学バークレー校に進学。大学のサッカー部でプレーする傍ら、デベロップメントリーグのオレンジカウンティにも所属した。

### クラブ
2014年のMLSスーパードラフトにて、1巡目（全体2人目）でD.C. ユナイテッドに指名された。3月、USLプロフェッショナルリーグのリッチモンド・キッカーズにレンタル移籍し、4月にプロデビュー。
2024年7月、現役引退を表明した。

### 代表
2015年1月28日、チリ代表との親善試合でアメリカ合衆国代表デビュー。2016年1月31日、アイスランド代表との親善試合で代表初ゴール。